# Oskar Becker (filozof)
Oskar Becker (n. 5 septembrie 1889 la Leipzig – d. 13 noiembrie 1964 la Bonn) a fost un matematician, logician și filosof german. De asemenea, a adus contribuții și în domeniul istoriei matematicii.
A fost profesor de logică și filosofia matematicii la Bonn.

## Contribuții
S-a ocupat de cercetările problemelor de bază ale matematicii și evoluției istorice a acestora.
A adus un mare serviciu istoriei gândirii științifice, prezentând trecutul sub o formă cât mai aproape de autenticitate, în valorile sale perene.
A formulat o concepție științifică modernă asupra problemei fundamentării matematicii.
Lucrările lui Oskar Becker se caracterizează prin:
- prezentarea evoluției fundamentelor matematice după operele celor mai de seamă gânditori ai epocilor studiate;
- ilustrarea transformărilor principale prin care au trecut fundamentele matematicii în raport cu conceptele filosofice dominante în epoca respectivă.

## Scrieri
- Beiträge zur phänomenologischen Begründung und Ihrer physikalischen Anwendugen (Halle, 1923)
- Mathematische Existenz (Halle, 1927)
- Geschichte der Mathematik (Bonn, 1956)
- Fundamentele matematicii, tradusă în română (1968)
- Măreția și limitele gândirii.

1. 1 2  Oskar Becker, Hrvatska enciklopedija[*]
2. 1 2  Oskar Becker, Autoritatea BnF
3. ↑  CONOR.SI[*] Verificați valoarea |titlelink= (ajutor)
4. ↑  Autoritatea BnF, accesat în 10 octombrie 2015
5. ↑  Genealogia matematicienilor
6. 1 2  Biographical Dictionary of Twentieth-Century Philosophers (1996 ed.)[*] Verificați valoarea |titlelink= (ajutor)